# Inspektorat Włocławek Armii Krajowej
Inspektorat Włocławek Armii Krajowej – terenowa struktura Podokręgu Południowo-Wschodniego z Okręgu Pomorze Armii Krajowej.

## Struktura organizacyjna
Struktura organizacyjna podana za Atlas polskiego podziemia niepodległościowego:
- Obwód Włocławek
- Obwód Nieszawa
- Obwód Rypin
- Obwód Lipno